# 德清原始瓷窑址
德清原始瓷窑址位于浙江省湖州市德清县开发区龙胜村、龙山村，面积约6平方公里，由商代至战国不同时期的古窑址组成。德清原始瓷窑址规模大、延续时间长、保存完整，标志着中国制瓷史上的第一座高峰，此外，德清一带还是由原始瓷转向成熟黑釉瓷的重要中心，且对研究中国青瓷起源、中国瓷器发展史具有重要价值。1989年12月12日，黄梅山窑址列入浙江省文物保护单位；2011年1月，浙江东苕溪中游商代原始瓷窑址群列入2010年六大考古新发现；2013年5月，德清原始瓷窑址整体列入第七批全国重点文物保护单位。

## 主要遗址分布
- 黄梅山窑址

位于青山乡青山北约300米。面积约200平方米，堆积厚约1米左右。龙窑窑床已暴露，部分遭破坏。
- 火烧山窑址

位于武康镇龙山村武洛公路西北500米处的掘步岭水库，地处西天目山余脉向东部嘉湖平原过渡的低山丘陵地带。山上林木茂盛，燃料丰富，瓷土可就近开采，舟楫便利，自然条件优越。
- 亭子桥窑址

位于龙山乡龙胜村。